# Arcade, Georgia
Arcade är en ort i Jackson County i delstaten Georgia, USA.